# Чепчиха
Чепчиха (рос. Чепчиха) — присілок у Солнечногорському районі Московської області Російської Федерації.

## Розташування
Чепчиха входить до складу міського поселення Солнечногорськ, воно розташовано на північ від Солнечногорська, поруч із озером Сенеж. Найближчий населений пункт — Осипово.

## Населення
Станом на 2010 рік у присілку проживало 6 осіб.